# Parc Logístic
Parc Logístic – planowana stacja metra w Barcelonie, na linii 2 i 9, w Barcelonie.